# Джон Елдредж
Джон Е́лдредж (англ. John Eldredge; 6 червня 1960 р., Лос-Анжелес, Каліфорнія, США) — американський християнський письменник.
Під час перебування в Лос-Анжелесі Елдредж шукав власний «світогляд». Спочатку він вивчав різні релігії, східний містицизм, філософію Лао-Дзи і рух Нью-ейдж, аж поки не відкрив для себе твори Френсіса Шефера, якого називає одним з найкращих філософів XX століття. Завдяки Шеферу Елдредж прийшов до Христа, а згодом приєднався до Церкви.
З дружиною Стейсі та трьома синами мешкає у штаті Колорадо. Джон є засновником та директором Ransomed Heart Ministries у Колорадо-Спрінгз.

## Публікації
Видання творів Джона Елдреджа в українському перекладі:
- Джон Елдредж, «Дике серце. Таємниця чоловічої душі» / З англ. пер. Олена Фешовець. — Львів: Свічадо, 2009. — 232 c.
- Джон Елдредж, «Дорога дикого серця. Карта чоловічої подорожі» / З англ. пер. Олена Фешовець. — Львів: Свічадо, 2010. — 320 c.
- Джон і Стейсі Елдреджі, «Чарівна. Таємниця жіночої душі»./ З англ. пер. Остап Гладкий. — Львів: Свічадо, 2011. — 248 с.
- Джон Елдредж, «Відверта розмова з чоловіком» [Архівовано 21 вересня 2020 у Wayback Machine.] / З англ. пер. О. Кулина. — Львів: Свічадо, 2011. — 216 c.
- Джон Елдредж, «Чого прагне наше серце» [Архівовано 29 вересня 2020 у Wayback Machine.] / З англ. пер. І. Пилипчук. — Львів: Свічадо, 2012. — 224 c.

Твори в оригіналі:
- The Sacred Romance: Drawing Closer to the Heart of God  (1997)
- Wild at Heart: Discovering the Secret of a Man's Soul (2001)
- The Journey of Desire: Searching for the Life We've Only Dreamed of (2001)
- Waking the Dead: The Glory of a Heart Fully Alive (2003)
- Epic: The Story God Is Telling (2004)
- Captivating: Unveiling the Mystery of a Woman's Soul (2005)
- The Ransomed Heart: A Collection of Devotional Readings (2005)
- The Way of the Wild Heart: A Map for the Masculine Journey (2006)
- Desire: The Journey We Must Take to Find the Life God Offers (2007)
- Walking with God: Talk to Him. Hear from Him. Really (2008)
- Fathered by God (2009)
- Beautiful Outlaw: Experiencing the Playful, Disruptive, Extravagant Personality of Jesus (2011)